# 谢堂
谢堂（？—？），字升道，号恕斋，南宋官員。

## 生平
宋理宗淳祐三年（1243年）通判平江，德祐元年（1275年）为两浙路镇抚使差知临安府，十二月赐进士出身，除同知枢密院事。监察御史洪天锡上言：“天下之患三，曰宦者、外戚、小人。”指董宋臣、谢堂以及厉文翁。宋理宗诏令谢堂主动“乞祠除职”。

## 家族
曾祖父谢深甫。姑母謝道清，皇后。